# Фемоноя
Фемоно́я (др.-греч. Φημονόη) — в древнегреческой мифологии первая пифия в Дельфах, дочь Аполлона.
Первая жрица Аполлона в Дельфах, стала давать пророчества в гекзаметрах, которые изобрела. Первая сивилла, с ней советовался Акрисий. Она произнесла изречение «Познай себя». Современница Пифона. Нарицательное имя пифии.
Плиний Старший отмечал, что ей была известна ауспиция.